# Maria Lohela
Maria Lohela (ur. 11 czerwca 1978 w Nivali) – fińska polityk, parlamentarzystka, od 2015 do 2018 przewodnicząca Eduskunty.

## Życiorys
Studiowała przekładoznawstwo na Uniwersytecie w Turku. Pracowała jako menedżer projektów. Zaangażowała się w działalność polityczną w ramach ugrupowania Prawdziwi Finowie. Od 2009 do 2012 zasiadała z jego ramienia w radzie miejskiej w Turku. W wyborach w 2011 uzyskała mandat posłanki do Eduskunty. W parlamencie pełniła m.in. funkcję pierwszej wiceprzewodniczącej klubu poselskiego swojej partii. W 2014 bez powodzenia kandydowała do Parlamentu Europejskiego. W 2015 uzyskała natomiast poselską reelekcję. 29 maja tegoż roku została wybrana na przewodniczącą Eduskunty.
W czerwcu 2017 opuściła klub poselski swojej partii, przechodząc do utworzonej wówczas frakcji Nowa Alternatywa. 5 lutego 2018 zakończyła pełnienie funkcji przewodniczącej parlamentu.